# Love Interest
Love Interest (alternativ auch Romantic Interest) ist ein Begriff aus der Film- und Literatursprache und bezeichnet ein Motiv, das häufig und in vielen verschiedenen Genres zum Einsatz kommt.

## Beschreibung
Love Interest bezeichnet einen Charakter, der vom Protagonisten des jeweiligen Werkes angebetet wird, oft für diesen aber unerreichbar scheint oder ist. Dabei werden in Film und Literatur verschiedene Ausprägungen des Motivs verwendet, so kann die Hauptfigur ihr Love Interest im Verlauf der Handlung etwa für sich gewinnen, oder aber es bleibt ein unerreichbares „Objekt der Begierde“. Das Zusammenspiel von Protagonist und Love Interest wird häufig dazu benutzt, um Konflikte oder dramatische Handlungsstränge aufzubauen.
Von Kritikern wurde bzw. wird das Motiv des Love Interest zuweilen abgelehnt. So kritisierten zum Beispiel in den 1950er Jahren diverse Rezensenten die Einführung des Love-Interest-Charakters in das Science-Fiction-Genre und bezeichneten es als „unnütz“ und „irrelevant“.

## Beispiele
- In William Shakespeares Drama Heinrich V. stellt die französische Prinzessin Katherina, die Heinrich im letzten Akt heiratet, das Love Interest dar.[4]
- Der Film Norma Rae – Eine Frau steht ihren Mann aus dem Jahr 1979 gilt als ein Beispiel für eine Handlung, in der die Protagonistin durch ihr Love Interest ihr Leben komplett verändert, ohne es zu erreichen.[1]
- Im Film Die Sensationsreporterin (1981) kommen Protagonist und Love Interest zwar zunächst zusammen, die Beziehung zerbricht jedoch am Ende des Films.[1]
- In Martin Scorseses Taxi Driver ist die Prostituierte Iris das Love Interest des Taxifahrers Travis, beide kommen sich jedoch nie wirklich näher.[1]